# ريموند لي نيوكومب
ريموند لي نيوكومب (بالفرنسية: Raymond Lee Newcomb )‏ (و. 1849 – 1918 م) هو عالم فلك من الولايات المتحدة الأمريكية . ولد في سالم .
توفي عن عمر يناهز 69 عاماً.